# Арна (Алматинская область)
Арна́ (каз. Арна) — упразднённое село в Алматинской области Казахстана. Находилось в подчинении городской администрации Конаев. Входило в состав Заречного сельского округа. В 2023 году включено в состав города Алатау и исключено из учётных данных.

## Население
В 1999 году население села составляло 490 человек (249 мужчин и 241 женщина). По данным переписи 2009 года в селе проживало 768 человек (385 мужчин и 383 женщины).